# 14412 Wolflojewski
14412 Wolflojewski è un asteroide della fascia principale. Scoperto nel 1991, presenta un'orbita caratterizzata da un semiasse maggiore pari a 2,2777079 UA e da un'eccentricità di 0,0922438, inclinata di 4,47372° rispetto all'eclittica.